# 妈妈 (雕塑)
妈妈（法語：Maman） (1999) 是一件由艺术家路易丝·布儒瓦创作的青铜、不锈钢和大理石雕塑。这座雕塑描绘的是一只蜘蛛，是世界上最大的雕塑之一，尺寸为927 x 891 x 1024厘米。
这座雕塑由布儒瓦创作于1999年。

## 哲学意义

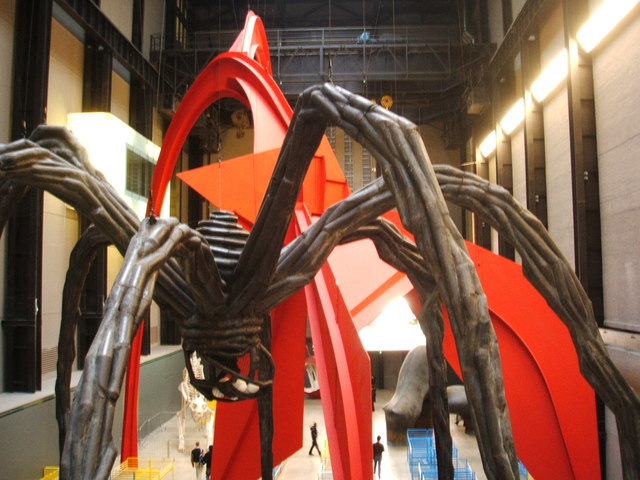
1999年的不锈钢蜘蛛，泰特现代美术馆

该雕塑基于布儒瓦于1947年所绘的一幅小型墨水和木炭画，那是艺术家首次描绘蜘蛛主题，延续到她1996年的雕塑蜘蛛。 它暗指布儒瓦母亲的力量，比喻纺纱、编织、养育和保护。 她的母亲约瑟芬在巴黎她父亲的纺织品修复作坊里修理挂毯。 布儒瓦21 岁时，她的母亲死于一种未知的疾病。在她母亲去世几天后，路易丝在她父亲面前跳入比耶夫尔河（他似乎并没有把女儿的绝望当回事）。他游过去救她。
蜘蛛是对我母亲的颂歌。她是我最好的朋友。我的母亲像蜘蛛一样，是织布工。我的家人从事挂毯修复业务，我的母亲负责作坊。我妈妈像蜘蛛一样，很聪明。蜘蛛是吃蚊子的益虫。 我们知道蚊子会传播疾病，因此是不受欢迎的。所以，蜘蛛很有帮助和保护作用，就像我妈妈一样。——路易丝·布儒瓦

## 永久性地点
- 英国 泰特现代美术馆
- 加拿大渥太华，加拿大国立美术馆[5]
- 西班牙 毕尔巴鄂古根海姆博物馆[6]
- 日本东京 森美术馆[7][8]
- 韩国三星美術館 Leeum[9]
- 美国阿肯色州本顿维尔，水晶桥美国艺术博物馆[10]
- 卡塔尔国家会议中心，卡塔尔多哈[11]

## 圖庫

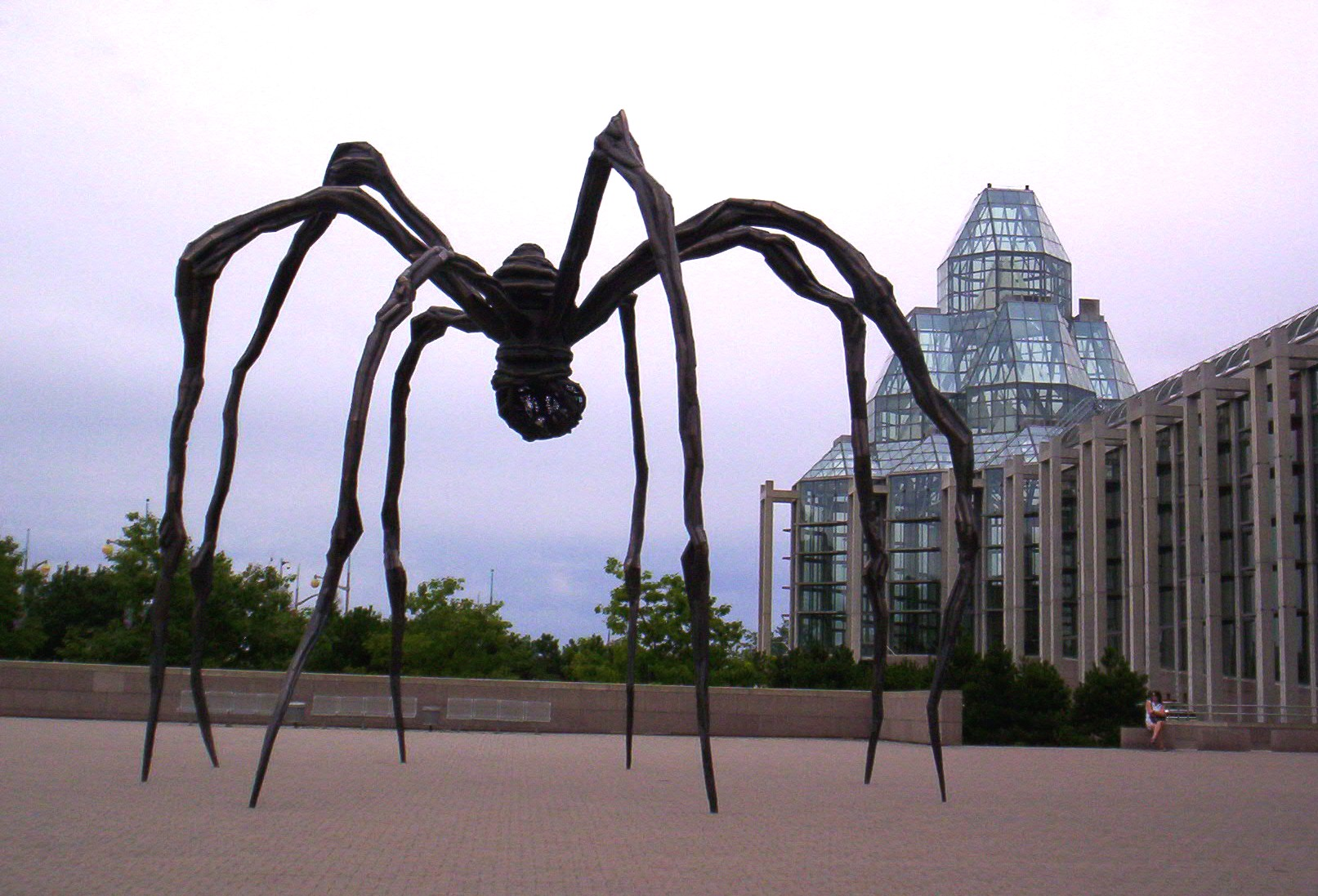
加拿大渥太華國立美術館
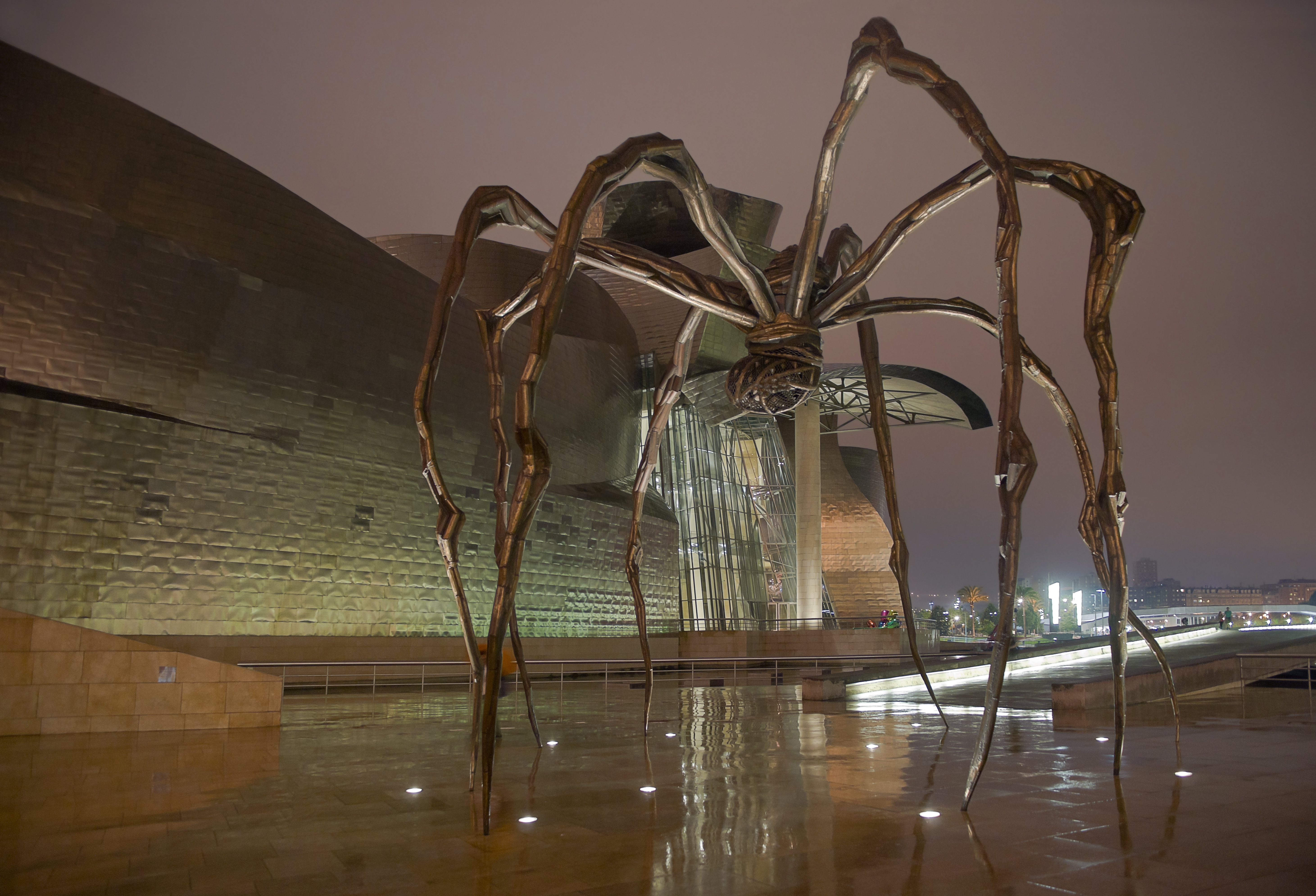
西班牙毕尔巴鄂古根海姆美术馆
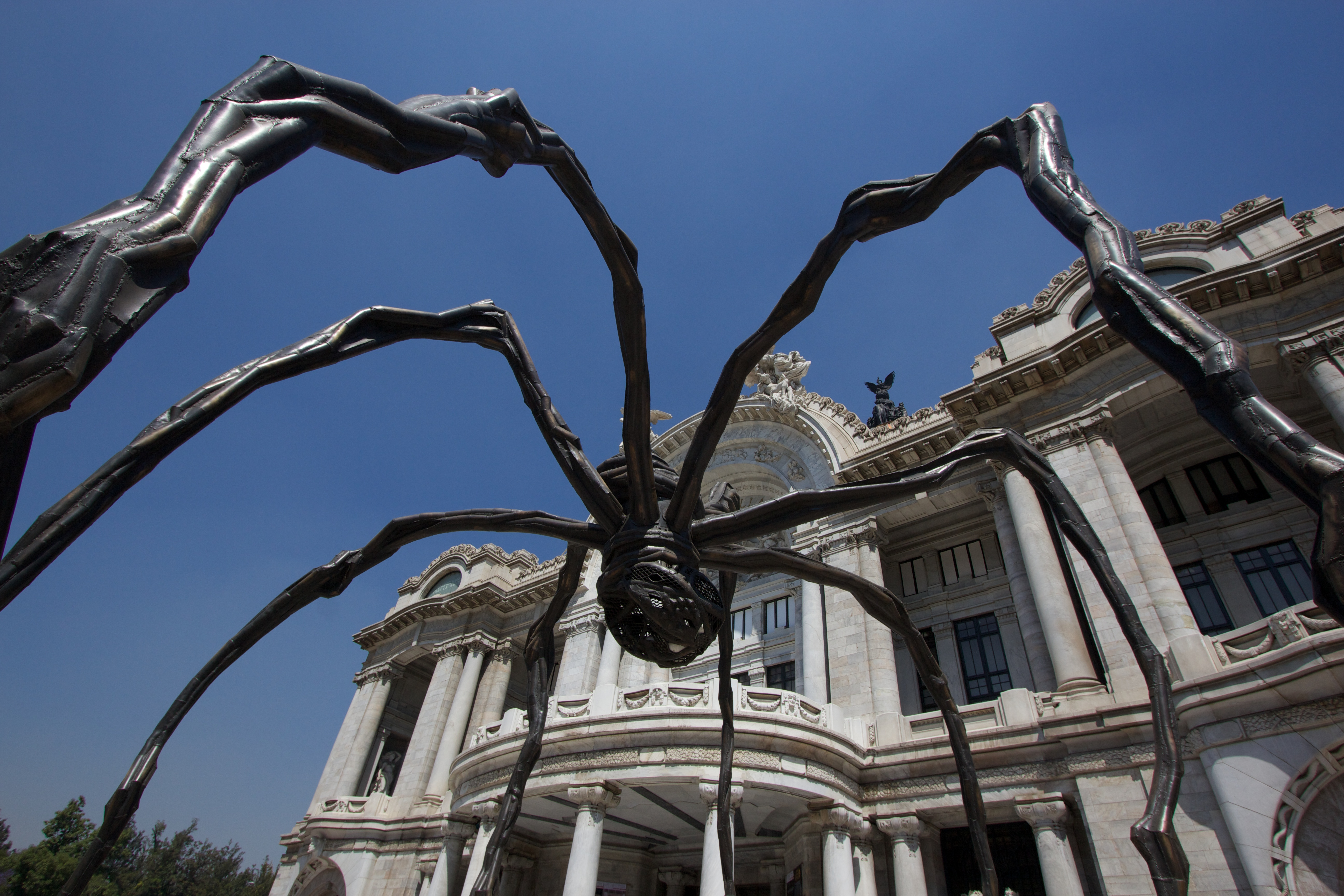
墨西哥墨西哥城艺术宫
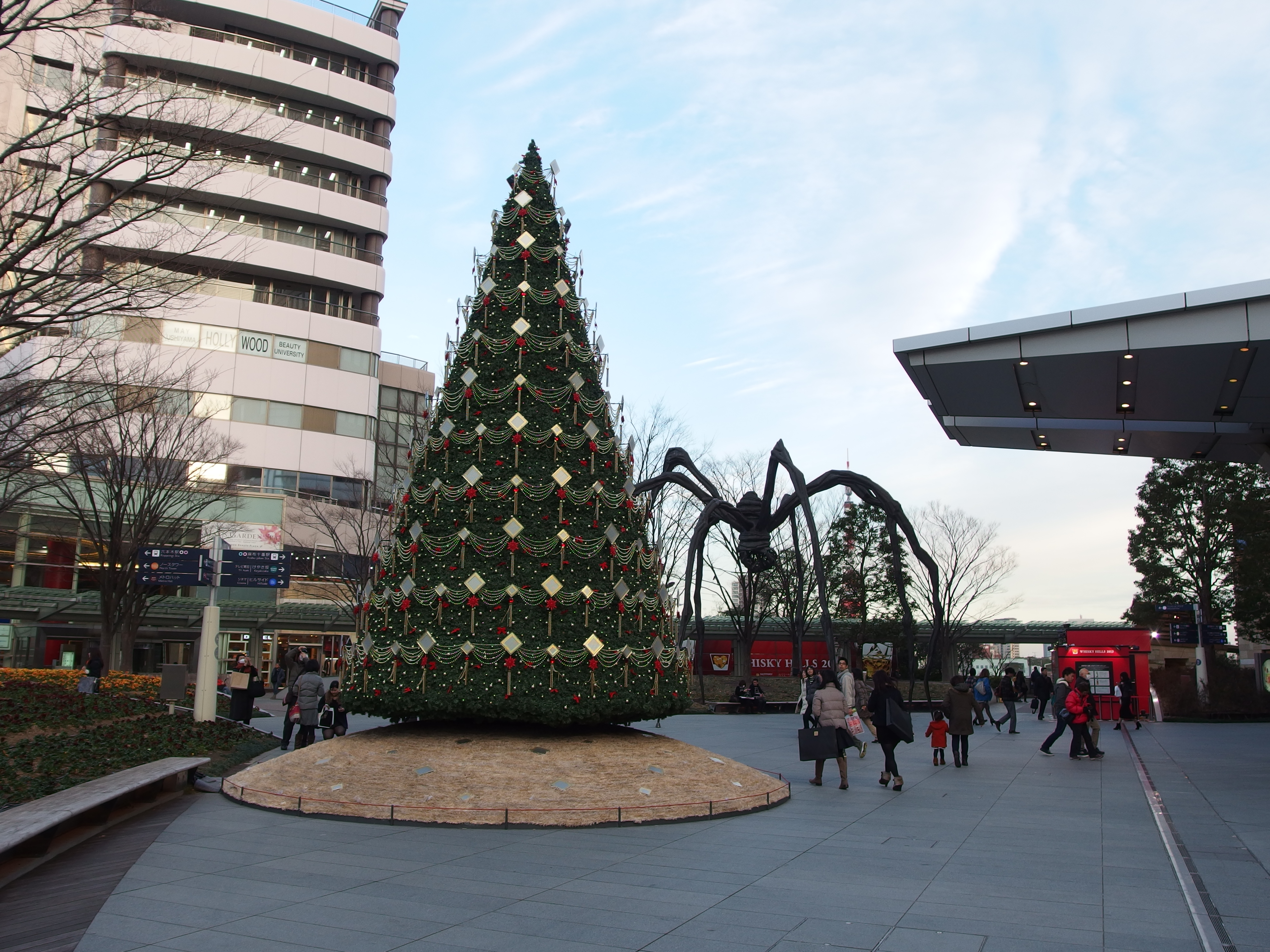
日本東京六本木新城森大樓
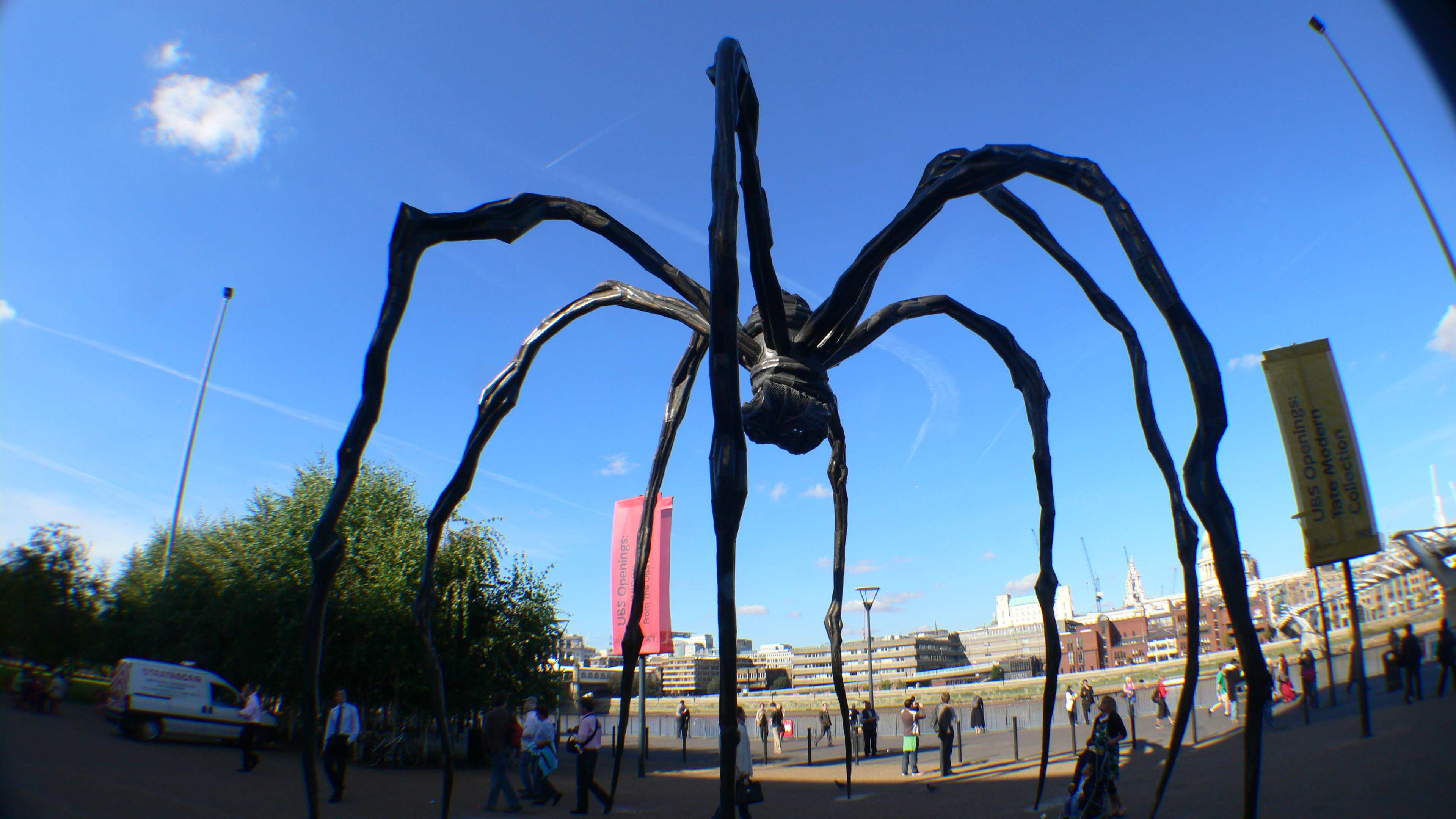
英國倫敦泰特現代藝術館